# 잠수구

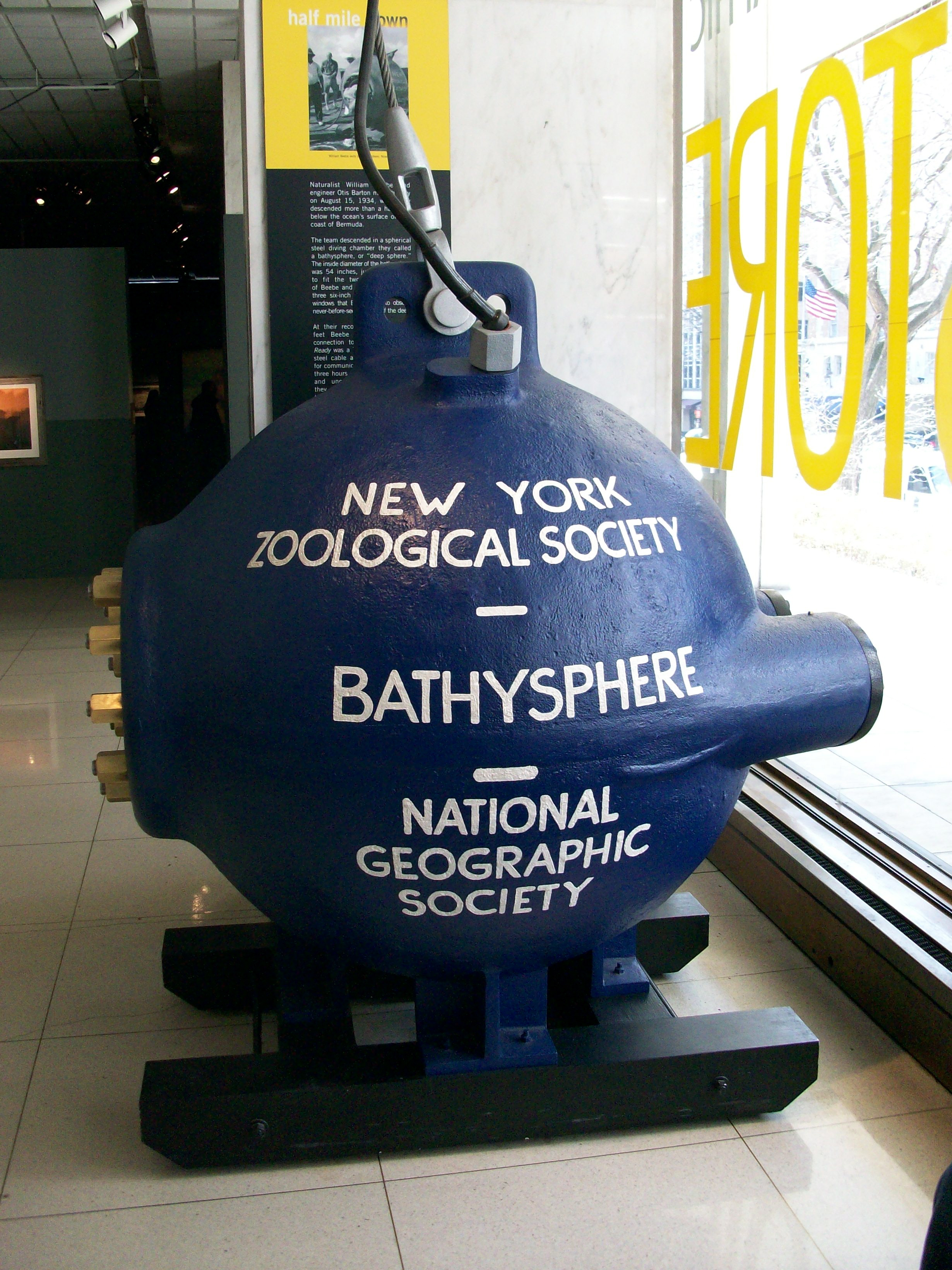
잠수구

잠수구(潛水球, Bathysphere)는 동력을 가지지 않고, 케이블을 바다에 매달아 내려가는 공 모양의 심해용 잠수 장치이다.  해양 생물을 관찰하려는 목적으로 만들어졌다.